# محمد جويدة
محمد جويدة ولد يوم 15 مايو 1993، هو لاعب كرة قدم تونسي محترف يلعب كلاعب وسط لنادي فيرتون البلجيكي. 

## مسيرته الكروية
انضم جويدة إلى نادي هامبورج في عام 2014 من نادي فرايبورغ. لعب لأول مرة في الدوري الألماني في 23 نوفمبر 2014 في نوردبي ضد فيردر بريمن ، والتي انتهت بفوز هامبورج 2-0 على أرضه.